# Castillo Ducal de Szczecin
El castillo de los duques de Pomerania (en polaco: Zamek Książąt Pomorskich) en Szczecin (Polonia) es un castillo erigido en el siglo XIV en la colina del Castillo, cerca del río Oder, que fue la sede de los duques de Pomerania-Stettin de la casa de Pomerania (Grifos), gobernantes del ducado de Pomerania entre 1121 y 1637. El castillo ha sido reconstruido y renovado en muchas ocasiones: en 1530-1537,  tras un incendio, reconstrucción en estilo renacentista, con un edificio de dos plantas con techo a dos aguas, torre de reloj y añadido del ala este; en 1573-1582, reconstrucción general  manteniendo el ala sur gótica, levantando la este y añadiendo las alas norte y oeste, cerrando así el patio; en 1958-1980, proyectos de conservación y renovación tras un largo periodo de abandono.
«Castillo de los duques de Pomerania» es también el nombre de un centro cultural y de la institución que administra el castillo, propiedad del Voivodato de Pomerania Occidental, que tiene allí su sede. En el centro cultural del castillo hay una sala de conciertos, salas de exposiciones, el cine Zamek, el teatro Krypta y el cabaret Piwnica Przy Krypcie, con exposiciones interiores permanentes y la Ópera del Castillo.

## Historia
Barnim el Grande de Pomerania-Stettin erigió el castillo muros adentro de Szczecin en contra de la voluntad de los burgueses en 1346. Un burgo anterior había sido arrasado en 1249. En 1490 el castillo fue parcialmente reconstruido para la boda de Boguslao X con Ana Jagellón (hija del rey Casimiro IV Jagellón).
Entre 1573-1582 el castillo fue reconstruido para el duque Juan Federico. La obra fue diseñada por Wilhelm Zachariasz Italus y realizada por canteros italianos en estilo manierista. Dos alas nuevas fueron añadidas para cerrar el patio rodeado por las alas medievales del sur y del este.
En 1648, debido a los términos de la Paz de Westfalia, el castillo pasó a manos del gobernador sueco. Antes de 1705, se produjo otra reconstrucción para preparar el castillo para la reina de Polonia, Catalina Opalinska, quien vivió en el mismo junto con sus hijas Ana y María Leszczynska (futura reina de Francia) y una pequeña corte entre 1705 y 1711. En 1711, el rey Estanislao I Leszczynski, buscando refugiarse de las fuerzas sajonas y rusas, se alojó en el castillo junto con su mujer e hijas.
Tras la Gran Guerra del Norte, en 1720, la ciudad de Szczecin pasó a ser propiedad de Prusia y el castillo fue destinado al comandante de guarnición Cristián Augusto, Príncipe de Anhalt-Zerbst, cuya hija, Sophie Friederike Auguste, sería la futura Catalina II de Rusia. En el siglo XIX, bajo gobierno prusiano, numerosos elementos renacentistas (arcadas, áticos, bóvedas) fueron destruidos. Durante la Segunda Guerra Mundial (agosto de 1944) quedó destruido el 60% del castillo. Entre 1958 y 1980, el castillo fue reconstruido con algunas modificaciones. Fue restaurado a su aspecto original del siglo XVI según el grabado de 1653 de Matthäus Merian (entre otros).

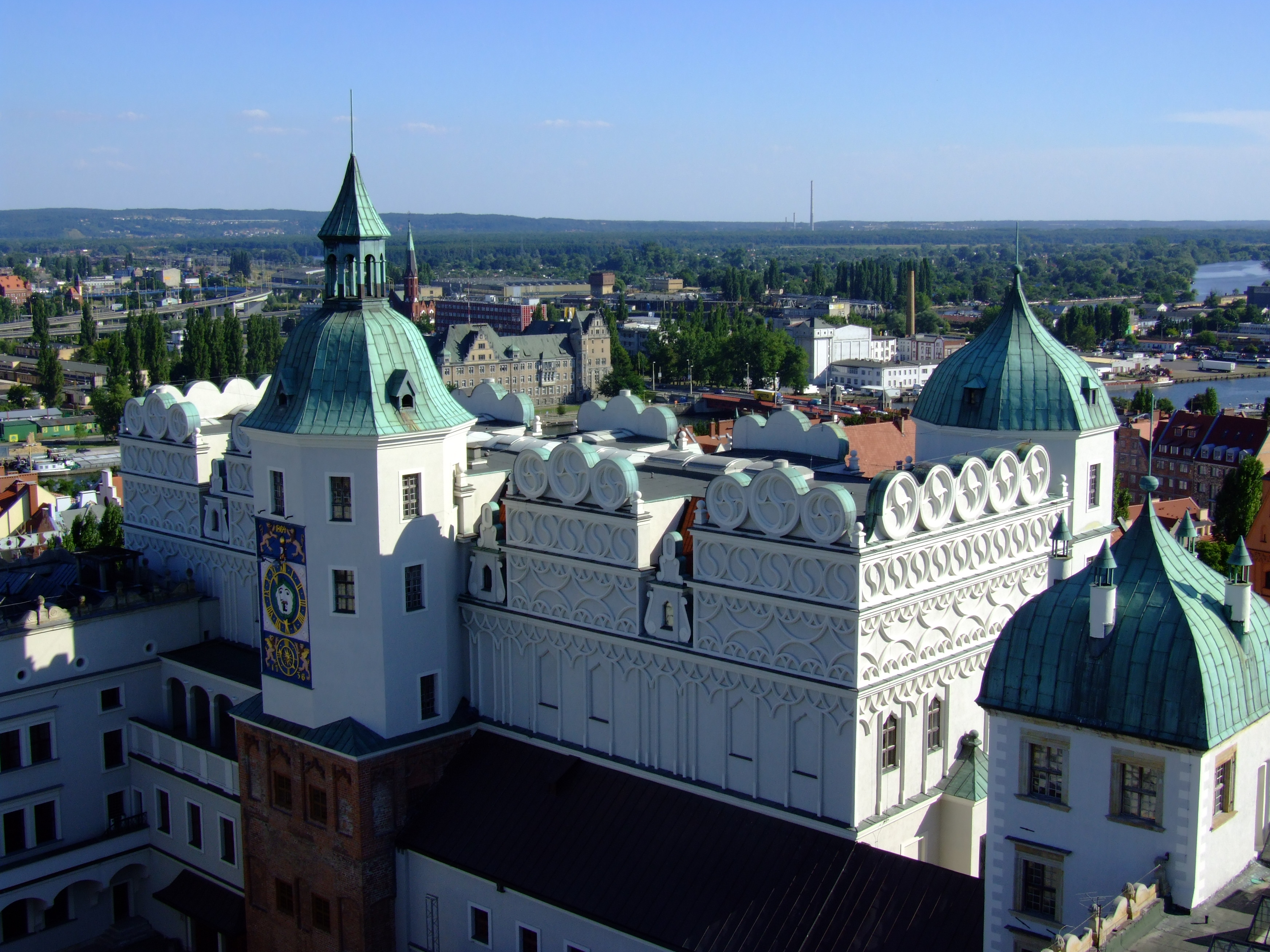
Vista de la Catedral
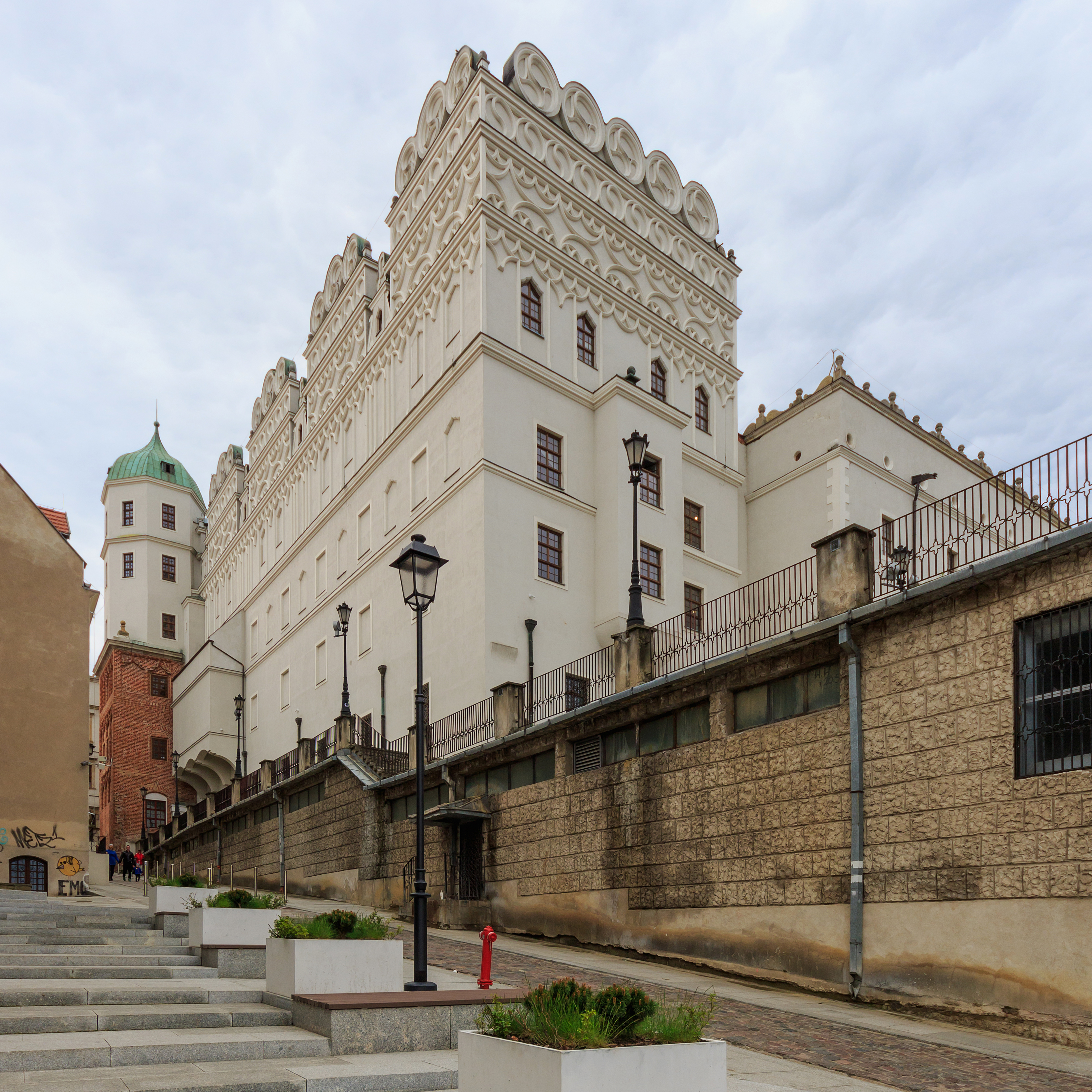
Vista lateral con una de las torres
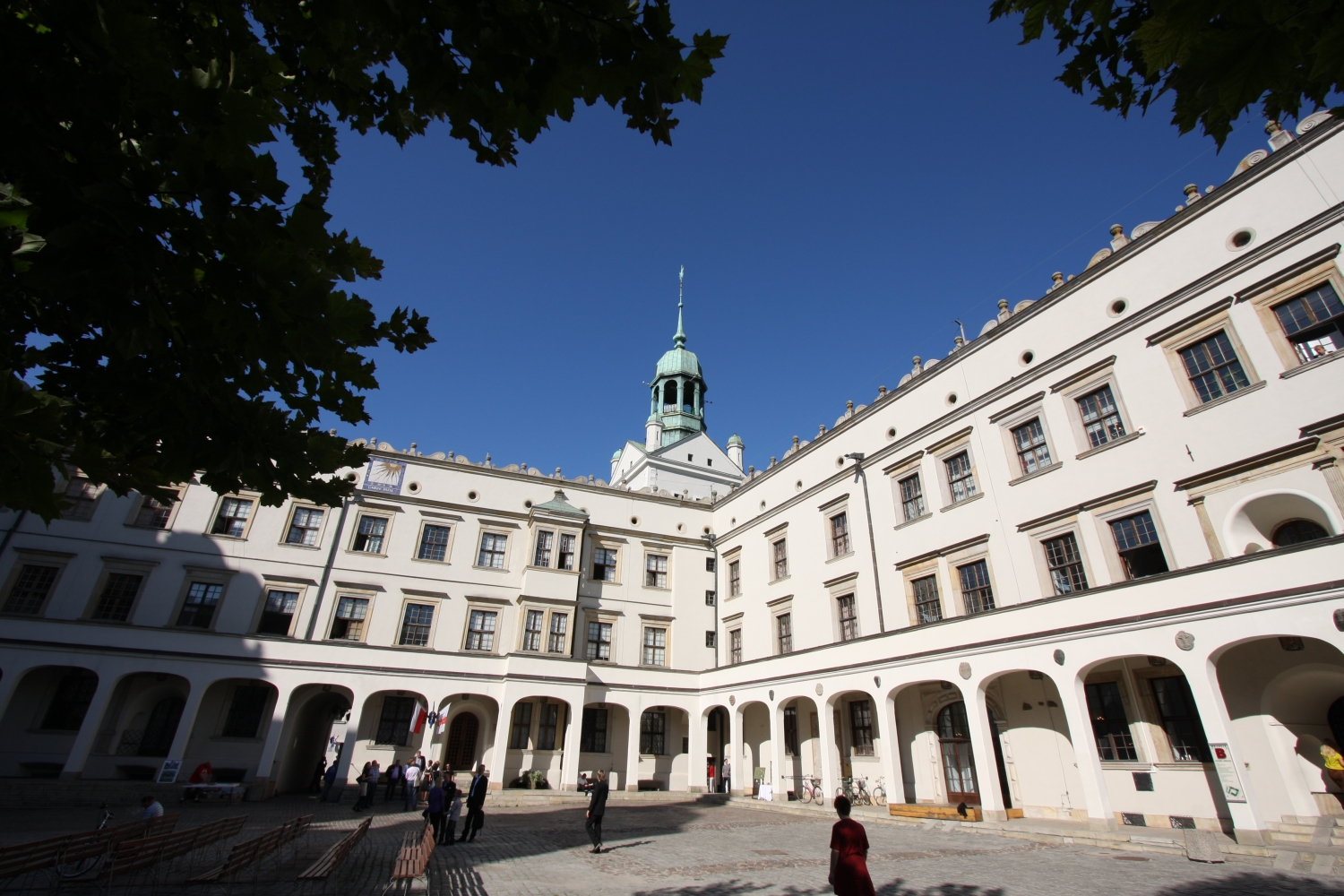
Patio interior
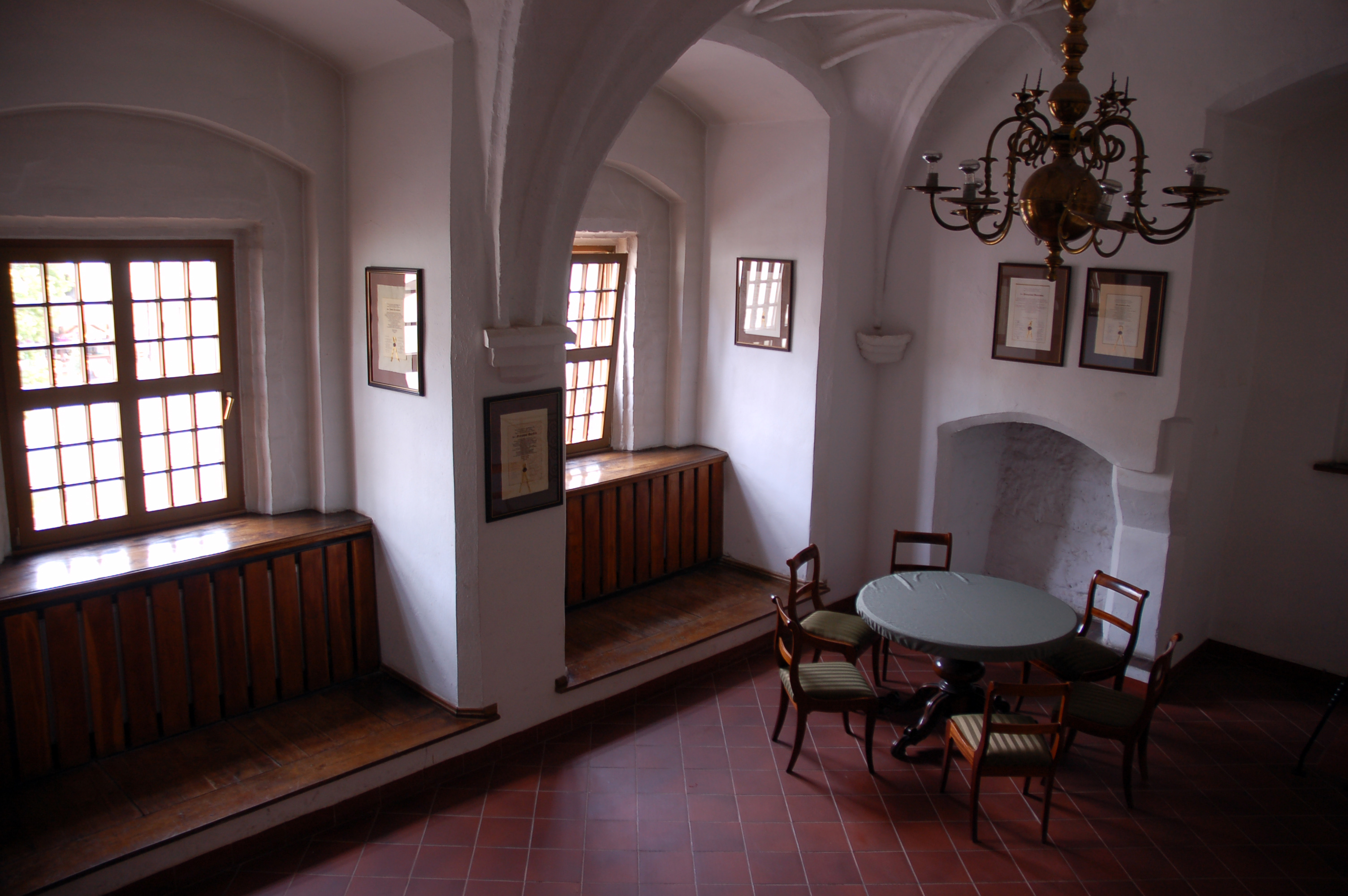
Uno de los cuartos
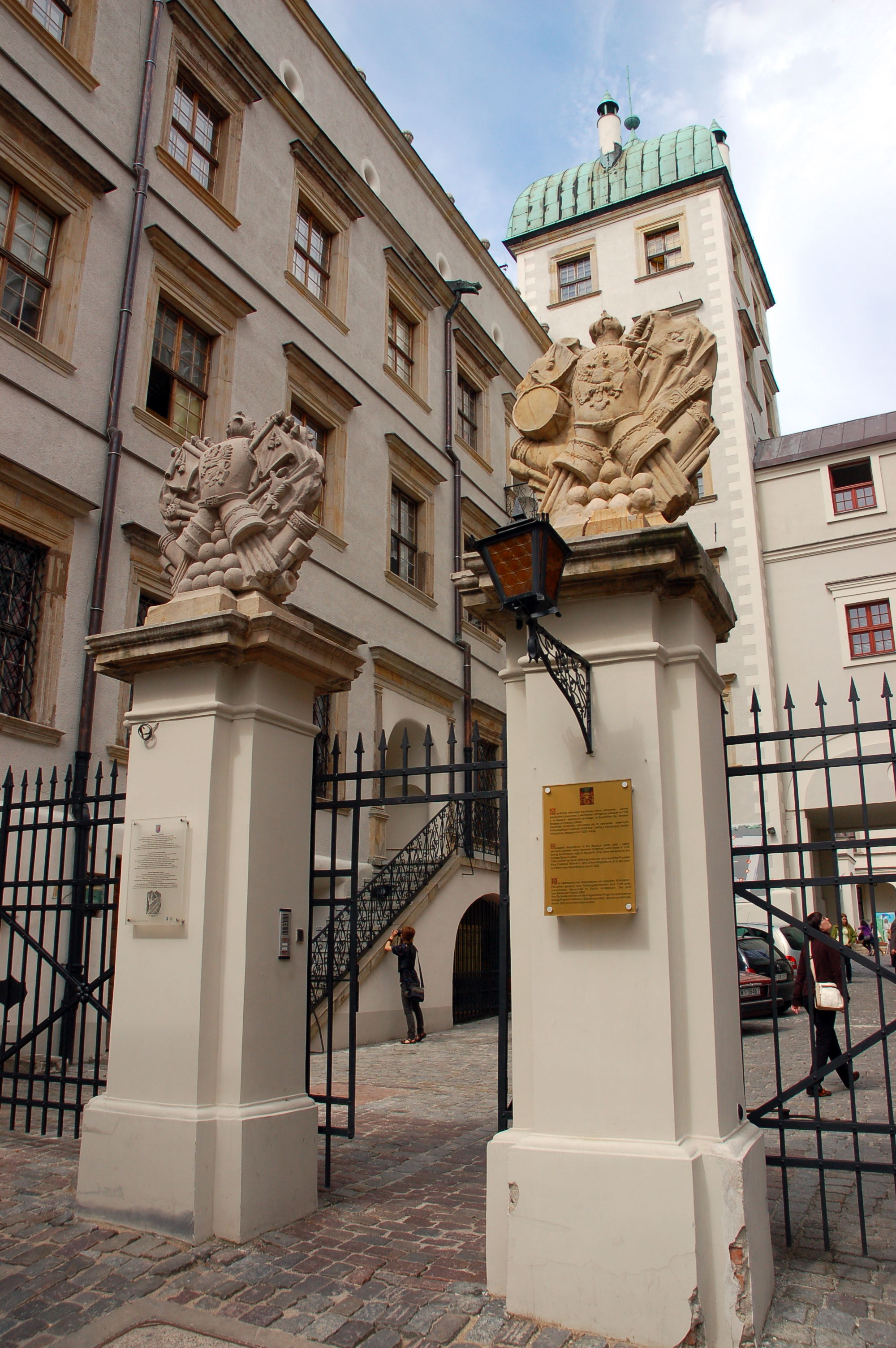
Puerta